# 인도네시아의 코로나19 범유행
다음은 인도네시아에서의 코로나19 범유행에 관한 설명이다. 정부의 주요 관리 본부는 코로나바이러스감염증-19 관리가속대책본부이다.

## 경과

### 2월
2020년 2월 2일, 인도네시아 정부는 후베이성 우한시에서 254명의 인니인들을 피난 조치시켰다고 발표했다. 피난한 이들은 2주간 격리되었다.

### 3월
2020년 3월 2일, 처음으로 두명의 확진자가 나왔다. 2020년 3월 18일, 재무부는 크마요란 선수촌이 의사와 상의한 후 경미한 증상만을 보이는 환자를 수용할 것이라고 발표했다. 병원으로의 전환은 공식적으로 3월 23일에 완료되었다. 3월 31일, 확진자가 1528명, 사망자가 136명, 회복자가 81명이 발생하였다.

### 4월
2020년 4월 10일, 확진자가 3512명, 사망자가 306명, 회복자가 282명이 발생하였다.